# Variable elipsoidal rotante
En astronomía se llaman variables elipsoidales rotantes (en inglés rotating ellipsoidal variables, abreviadas como ELL) a un tipo de estrellas variables. Son estrellas binarias cercanas cuyas componentes tienen forma elipsoidal. No son binarias eclipsantes, pero las fluctuaciones en su magnitud aparente tienen lugar por la variación en el área visible por el observador a medida que las estrellas se mueven en su órbita. Sus ciclos de variación son iguales a los períodos de su movimiento orbital. Las fluctuaciones de brillo típicas no exceden las 0,1 magnitudes.
La variable elipsoidal rotante más importante es Espiga (α Virginis). En la siguiente tabla se incluyen los datos de algunas de las principales variables de este tipo.
| Nombre              | Denominación de variable | Tipo espectral | Magnitud aparente máxima | Amplitud de la variación (magnitudes) |
| ------------------- | ------------------------ | -------------- | ------------------------ | ------------------------------------- |
| Espiga*             | Alfa Virginis            | B1III-IV+B2V   | 0,95                     | 0,1                                   |
| ν Centauri*         | Ni Centauri              | B2IV           | 3,38                     | 0,03                                  |
| π5 Orionis          | Pi5 Orionis              | B3III          | 3,72                     | 0,07                                  |
| σ Lupi              | Sigma Lupi               | B2III          | 4,42                     | 0,02                                  |
| b Puppis / HD 64503 | QZ Puppis                | B2.5V          | 4,47                     | 0,07                                  |
| 2 Lacertae          | NSV 14130                | B6V            | 4,55                     | 0,03                                  |
| HD 74560            | HY Velorum               | B3IV           | 4,8                      | 0,07                                  |
| δ Circini           | Delta Circini            | O8.5V          | 5,08                     | 0,1                                   |
| 31 Crateris         | TY Corvi                 | B2IV           | 5,19                     | 0,04                                  |
| 14 Cephei           | LZ Cephei                | O9V            | 5,55                     | 0,1                                   |
| 35 Piscium          | UU Piscium               | F0V            | 6,01                     | 0,04                                  |

*También variable Beta Cephei / Fuente: The Bright Star Catalogue y VizieR (SIMBAD)